# Трифон
 Тази статия е за християнския мъченик.  За селевкидския владетел вижте Диодот Трифон.  
Св. Трифон е мъченик и светец-лечител, почитан в християнството. Свети Трифон е считан за пазител на лозята и виното и празникът Трифон Зарезан е в негова чест.

## Житие
Роден е в християнско семейство от селцето Комсада/Кампсада, в близост до древния град Апамея Киботос в малоазийската провинция Фригия - подчертано земеделски регион. Още в детска възраст се прочува с благочестието си и със ставащите в отговор на молитвите му чудеса.
По занятие като юноша е пастир на гъски, но по призвание - лекар и проповедник, като какъвто е и известен в своя край. Така че когато - около 241 г. - е извикан (тогава 16-17-годишен) от самия император Гордиан III в Рим да се опита да излекува сродницата му Гордиана, той веднага се отзовава. Девойката, представяна в агиографията, като голяма хубавица и знатна принцеса, е спасена от Трифон или скоро след пристигането му или дори още преди него. Според една от версиите на житието му, това става благодарение на страха, който изпитва от младежа, демонът който я обладал, а според друга - на лечителските му умения. 
Във всеки случай, възприетото като чудотворно избавление на младата жена, за което се твърди в легендата, че е можело да стане само чрез намесата на Трифон, става причина да се покръсти голяма част от обкръжението на владетеля, а може би и самият той. Скоро след това императорът заминава на война си персите и по време на нея е свален от Филип Араб, брат на неговия приближен Приск, но и при новото управление Трифон запазва благоразположението на властниците. В следващите няколко години той развива значителна дейност по християнизацията на родната си област.
Обаче около 250 г. положението на християните в империята бързо се влошава с идването на власт на Деций Траян, който в стремежа си да осигури подкрепата на Олимпийските богове за държавата задължава поданиците си публично и пред специални комисии (станали известни и като съдилища) да засвидетелстват привързаността си към култовете им, а се бори и за засилване на този към гения на императора. Скоро става ясно, че мнозина от християните са твърдо против това да дадат исканите им по този начин доказателства за лоялност и в резултат са подложени на репресии, с обвинението че са изменници на Рим. Сред обвинените в подобна простъпка е и Трифон. Поради това, според житиетата му, някой си Аквилин, който управлява по това в Никея, изпраща стражи да го доведат при него за да му обърне внимание на указите на императора (вероятно малко преди той самият да замине на война с готите). Трифон с готовност се предава на войниците и се оставя да го отведат при управителя. Пред него се показва като пламенен и непоколебим монотеист и почитател на Исус Христос, а дадените му възможности да се включи в езическо жертвоприношение или да поднесе почитанията си пред статуята на императора решително отказва. 
Отначало добронамереният към него и почитащ го като мъдрец Аквилин скоро променя драстично отношението си и го подлага на разни унижения и мъчения, проявявайки в това търпение и изобретателност, но всичко остава напразно. След като се убеждава, че няма да може да направи от Трифон езичник, той го осъжда на обезглавяване. До отрязване на главата на светеца все пак не се стига, защото той умира от раните си и по Божие благоволение малко преди екзекуцията (вероятно в края на 250 или в началото на 251 г., но въобще - през зимата). Местните християни първо планират да го погребат в Никея, но по-късно мощите му са отнесени и погребани в селото му.